# Ceaikovski, Rusia
Ceaikovski (ru. Чайковский) este un oraș din Regiunea Perm, Federația Rusă și are o populație de 86.714 locuitori.
Numele orasului vine de la compozitorul de muzica clasica Piotr Ilici Ceakovski.